# Драган Шормаз
Драган Шормаз (серб. Драган Шормаз / Dragan Šormaz; нар. 4 травня 1967, Дрвар)— сербський політик. Народний депутат з 2001 року. З 1992 по 2010 рік був членом Демократичної партії Сербії (ДСС). Зараз він є членом Сербської прогресивної партії (СНС).

## Біографія
Народився 4 травня 1967 року в Дрварі (Боснія і Герцеговина).
У 1992 році приєднався до Демократичної партії Сербії.
Народний депутат з 2001 року.
У травні 2010 року був виключений з ДСС за критику роботи керівництва партії. У наступні кілька місяців він був незалежним депутатом сербського парламенту, а в грудні 2010 року приєднався до СНС і депутатської групи «Вперед, Сербія».
У нинішньому скликанні парламенту Сербії він є членом Комітету із закордонних справ, Комітету з питань європейської інтеграції, Комітету з контролю за службами безпеки, заступником члена Комітету з конституційних питань і законодавства та Комітету з питань юстиції, Державне управління та місцеве самоврядування. Голова делегації в Парламентській асамблеї НАТО.

## Політичні погляди
Шормаз – великий критик Росії та президента Володимира Путіна. Він виступає за введення санкцій проти Росії та вступ Сербії до НАТО. Він також виступає за відправку зброї в Україну.